# Universitas Muhammadiyah Makassar
Universitas Muhammadiyah Makassar – indonezyjska uczelnia prywatna w Makasarze (prowincja Celebes Południowy). Została założona w 1963 roku.